# Lăzărești (gmina Schitu Golești)
Lăzărești – wieś w Rumunii, w okręgu Ardżesz, w gminie Schitu Golești. W 2011 roku liczyła 2134 mieszkańców.